# Liegestelle

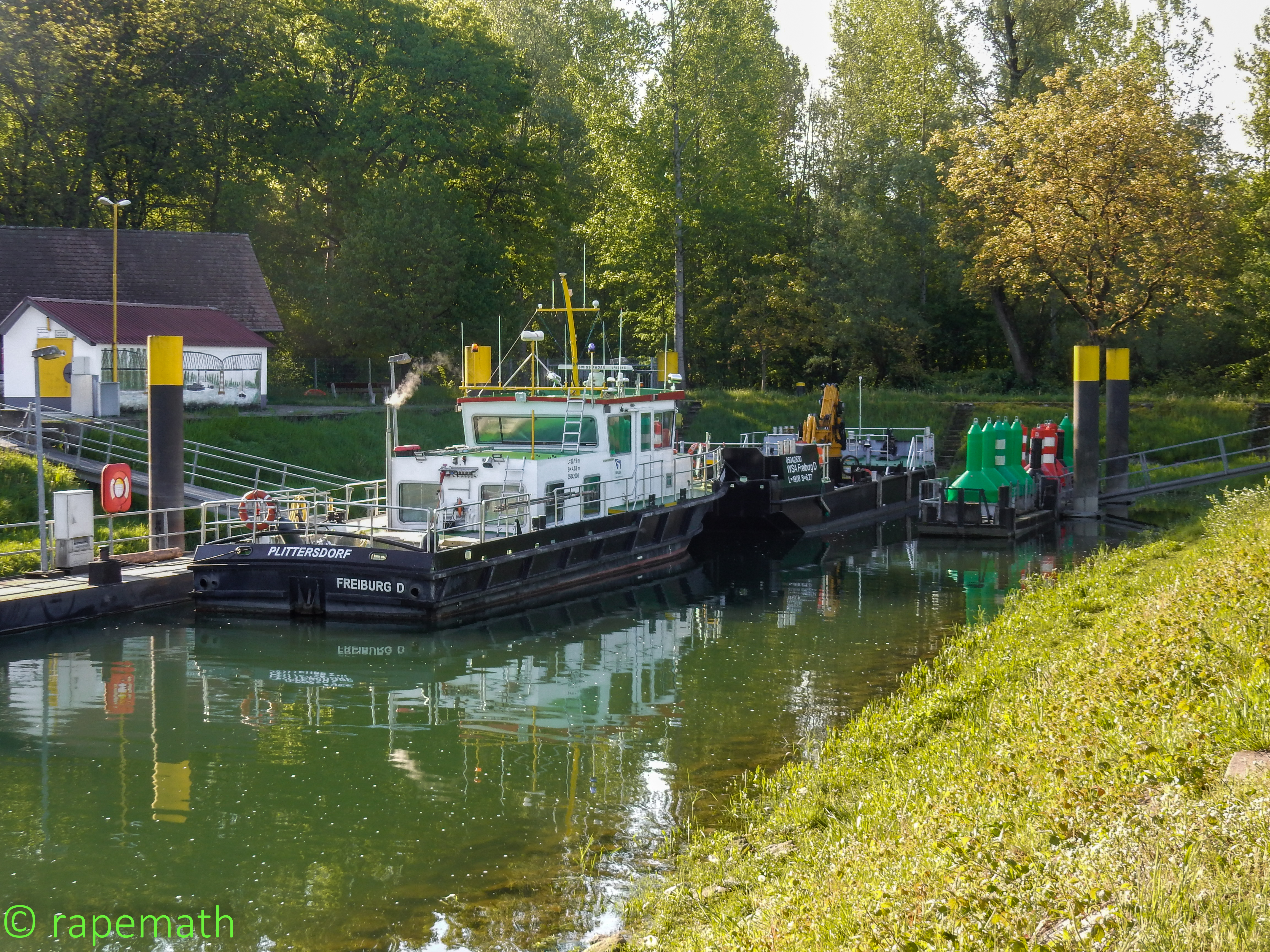
Liegestelle des Wasserschifffartsamtes Freiburg

Liegestelle ist ein Begriff der Schifffahrt und des Wasserbaus.
In der Binnenschifffahrt ist die Liegestelle ein Ort zum Stillliegen von Wasserfahrzeugen und Schwimmkörpern außerhalb eines Hafens. Sie befindet sich in der Nähe oder direkt am Ufer einer Wasserstraße, eines Fließgewässers oder eines Sees mit oder ohne Landzugang. Eine Liegestelle besteht zumeist aus mehreren Liegeplätzen. Sie werden durch blaue Hinweisschilder mit unterschiedlicher Bedeutung gekennzeichnet (Bildtafeln der Binnenschifffahrtszeichen E.5, E.5.1, E.5.2 und E.5.3; eine Auswahl) und sind für Wasserfahrzeuge und Schwimmkörper bestimmt.

E.5 Erlaubnis zum Stillliegen auf der Seite der Wasserstraße, auf der das Zeichen steht

E.5.1 Erlaubnis zum Stillliegen auf der Wasserfläche, deren Breite, gemessen vom Aufstellungsort, auf dem Tafelzeichen in Metern angegeben ist

E.5.2 Erlaubnis zum Stillliegen auf der Wasserfläche zwischen den zwei Entfernungen, die, gemessen vom Aufstellungsort, auf dem Tafelzeichen in Metern angegeben sind

E.5.3 Höchstzahl der Fahrzeuge, die auf der Seite der Wasserstraße, auf der das Tafelzeichen steht, nebeneinander stillliegen dürfen

E.6 Erlaubnis zum Ankern auf der Seite der Wasserstraße, auf der das Tafelzeichen steht

E.7 Erlaubnis zum Festmachen am Ufer auf der Seite der Wasserstraße, auf der das Tafelzeichen steht

Sie können dort festmachen oder vor Anker gehen (Bildtafeln der Binnenschifffahrtszeichen E.6 und E.7).
Liegestellen befinden sich vorzugsweise außerhalb des Fahrwassers und sind mit einer Spundwand versehen. Sie können aber auch an Böschungen, Molen oder an Dalben eingerichtet sein.
In der Seeschifffahrt werden Liegestellen außerhalb eines Hafens gewöhnlich als Reeden bezeichnet. Diese Wasserflächen werden durch das Körperzeichen B.14 gekennzeichnet und sind in Seekarten eingetragen. Das Ankern im Fahrwasser ist auch in der Seeschifffahrt im Allgemeinen verboten.

E.5.8 Liegestelle für andere Fahrzeuge als Fahrzeuge der Schubschifffahrt, die nicht nach § 3.14 der BinSchStrO ein, zwei oder drei blaue Lichter oder nach § 3.32 der BinSchStrO ein, zwei oder drei blaue Kegel führen müssen (Kleinfahrzeuge bzw. Sportboote dürfen hier stillliegen.)

E.5.12 Liegestelle für alle Fahrzeuge, die nicht nach § 3.14 der BinSchStrO ein, zwei oder drei blaue Lichter oder nach § 3.32 der BinSchStrO ein, zwei oder drei blaue Kegel führen müssen (Kleinfahrzeuge bzw. Sportboote dürfen hier stillliegen.)

Liegestellen werden ausgewiesen nach der Fahrzeugart. Es gibt solche für die Berufs- und solche für die Freizeitschifffahrt. Wenn die Liegestelle für mehrere Fahrzeugarten ausgewiesen ist, befinden sich die Liegeplätze für die Freizeitschifffahrt am Anfang oder am Ende einer Liegestelle. Die Liegestelle bzw. der Liegeplatz darf von einem Kleinfahrzeug oder einem Sportboot genutzt werden, wenn dort die Tafelzeichen E.5.8 oder E.5.12 aufgestellt sind.
Liegeplätze für Kegelschiffe sind von Kleinfahrzeugen zu meiden.
Sämtliche Vorschriften zum Stillliegen und weitere Tafelzeichen zur Kennzeichnung von Liegestellen – auch solche der Berufsschifffahrt – findet man in der Binnenschifffahrtsstraßen-Ordnung (BinSchStrO).